# Gethyum
Gethyum é um género botânico pertencente à família Alliaceae.

## Espécies
- Gethyum atropurpureum
- Gethyum cuspidatum